# Музеј црквених старина
Музеј црквених старина Православне Епархије нишке отворен је 23. априла 2021. године у Светосавском дому, у порти Саборне цркве. У сталној поставци представљен је део великог културно-уметничког и духовног наслеђа Епархије, али и југоисточне Србије.
Музеј је оформљен по идеји и са благословом епископа нишког Арсенија, а музеј је отворио Патријарх српски Порфирије. Захваљујући Министарству културе и информисања које је финансирало рестауратско-конзерваторске радове на покретном наслеђу Епархије и које је обезбедило средства за боље чување музејских експоната.
Простор Епархије нишке у 19. и на почетку 20. века, био је изложен великом страдању, али је упркос томе уметност и духовност на том простору постојала и расла, а део који је преживео страдања изложен је сада и предствљен широј јавности. Епархија нишка имала је музеј који се налазио у центру града, али је 1982. године затворен због неадекватног чувања музејских предмета. Сви предмети који су се тамо налазили, морали су пре поновног излагања да прођу процес рестаурације и конзервације.
У сталној поставци Музеја црквених старина налази се 411 предмета. Најважније је и највредније напоменути да најстарија књига која се налази у поставци потиче из 1592. године, из времена руског императора Петра Великог. Такође, у сталној поставци налазе се поклони руске царске породице Романов Епархији нишкој из 1847. и 1913. године. Ту су затим рукописне књиге, лични предмети нишких митрополита, епископа, прогласи, писма, као и много икона, старих и ретких рукописних и штампаних књига, богослужбених предмета, предмета од злата, сребра, метала, дрвета, тканине и друго.
У музеју је изложен и стари кивот у коме су чуване мошти Светог Георгија из прокупачког храма Светог Прокопија, као и архивалија од изузетног значаја за истраживаче у области теологије и архивистике.
Музеј поседује драгоцене иконе, а од уметничких дела најзначајнија су две веома важне слике Ђорђа Kрстића, највећег српског сликара реалисте на прелазу између 19. и 20. века, као и радови Паје Јовановића, Николе Алексића, Стеве Тодоровића, Николе Иванова и других савремених српских сликара.